# 夏威夷海洋生物公園
夏威夷海洋生物公園（英語：Sea Life Park Hawaii）是一個海洋哺乳動物公園、鳥類保護區和水族館，位於美國夏威夷歐胡島瑪卡普伍角（Makapuʻu Point）附近，恐龍灣（Hanauma Bay）北面。

## 外部連結
- 官方網站 （页面存档备份，存于）（英文）